# Шон Мари
Шон Харланд Мари (енгл. Sean Harland Murray; Бетезда, Мериленд, 15. новембар 1977) амерички је глумац.
Мари је најпознатији по улози посебног агента Тимитија Макгија у ТВ серији Морнарички истражитељи.